# Cătălin Ivan
Cătălin Sorin Ivan (Galați, 23 dicembre 1978) è un politico rumeno.
Nominato nel 2006 leader dell'organizzazione giovanile del Partito Social Democratico (PSD) nel distretto di Iași, nel 2009 fu eletto al parlamento europeo, riuscendo a riconfermare il seggio per due mandati. Nel 2012 fu scelto come portavoce nazionale del PSD.
Nel 2015 ruppe i rapporti con la dirigenza del partito, che ne decretò l'espulsione, mentre nel 2018 Ivan chiese all'Alleanza Progressista dei Socialisti e dei Democratici di escludere il PSD dal gruppo parlamentare europeo.
Ivan si candidò per le europee del 2019 con il supporto del suo nuovo partito Prodemo, ma non riuscì ad ottenere l'incarico. Alle elezioni presidenziali dello stesso anno conseguì appena lo 0,36%.

## Formazione e attivismo studentesco
Figlio di un ufficiale di marina, si diplomò nel 1997 presso il liceo scientifico Gh. Munteanu Murgoci di Brăila e si trasferì a Iași per proseguire gli studi, conseguendo nel 2003 una laurea in transazioni internazionali presso la facoltà di economia e gestione aziendale dell'Università Alexandru Ioan Cuza.
Nel corso della sua esperienza universitaria si implicò attivamente nella politica studentesca. Fu membro di diverse associazioni e rappresentante degli studenti in seno alle strutture dell'ateneo di Iași e a livello nazionale. Dal 1999 al 2003 fu membro del consiglio dei professori della facoltà di economia e del senato universitario. Militante nel sindacato della Lega degli studenti della facoltà di economia di Iași dal 1999 al 2001, fu dal 2000 al 2003 vicepresidente nazionale della Federazione delle associazioni degli studenti di economia in Romania (FASER). Dal 2001 al 2003 fu anche componente della commissione sui problemi professionali del Consiglio nazionale degli studenti.
Nel 2006 conseguì un master in affari internazionali presso l'Università Alexandru Ioan Cuza e uno in management politico presso la Scuola di studi accademici postuniversitari Ovidiu Șincai di Bucarest.

## Carriera politica

### Sezione giovanile del PSD e Consiglio del distretto di Iași
Già membro del partito, subito dopo l'università assunse diversi ruoli dirigenziali in seno all'organizzazione giovanile del Partito Social Democratico, condotta da Victor Ponta. Nominato vicepresidente della sezione giovanile del PSD del municipio di Iași (2003-2005), fu contestualmente membro dell'ufficio esecutivo giovanile del PSD a livello nazionale dal 2003 al 2004 e componente dell'ufficio esecutivo del PSD del distretto di Iași (2003-2005).
Nel 2005 fu promosso a presidente della sezione giovanile del municipio della città. Nello stesso anno fu indicato dal PSD per coprire un seggio vacante nel consiglio del distretto di Iași. A livello di partito nel 2006 divenne leader dell'organizzazione giovanile nel distretto e vicepresidente nazionale dell'organizzazione giovanile sulla politica estera, mentre crebbe la sua influenza anche a livello delle strutture centrali. Dal 2005 al 2008, infatti, occupò la posizione di segretario nazionale del dipartimento del PSD sull'istruzione, la ricerca, la gioventù e lo sport.
Nominato consigliere del distretto di Iași nel 2005 su indicazione del partito e riconfermato nella stessa posizione anche in seguito alle elezioni locali in Romania del 2008, nel consiglio del distretto fu presidente della commissione salute (2006-2008) e di quella sullo sviluppo e le relazioni esterne (2008-2009).
Nel 2007 entrò in competizione con Cătălin Nechifor per la scelta del rappresentante dell'organizzazione giovanile che avrebbe dovuto partecipare come candidato del PSD alle elezioni europee del 2007, ma gli fu preferito l'avversario. Nell'autunno 2008 si presentò alle elezioni parlamentari per un posto alla camera dei deputati, giungendo alle spalle del candidato del Partito Democratico Liberale nel proprio collegio, senza conseguire il mandato.

### Attività al Parlamento europeo

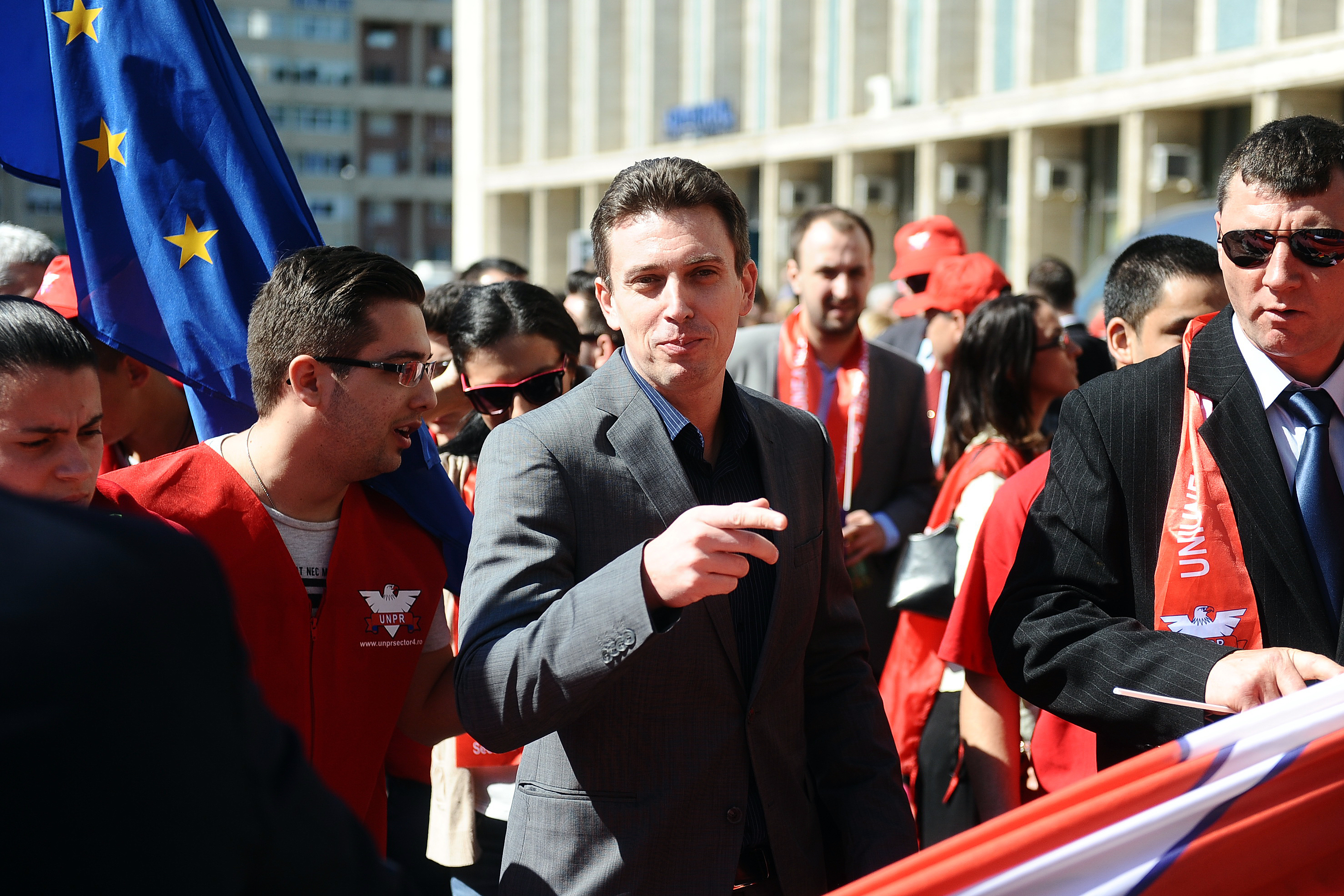
Cătălin Ivan alla presentazione delle liste elettorali per le elezioni europee del 2014.

Nel 2009, sostenuto dall'organizzazione giovanile, fu candidato per le elezioni per il rinnovo del parlamento europeo che, vinte di stretta di misura dall'alleanza costituita da PSD e Partito Conservatore contro il Partito Democratico Liberale, portarono al gruppo 11 seggi, tra i quali quello di Ivan, che si trovava al nono posto della lista.
Nel corso della VII legislatura europea fu capo della delegazione del PSD, che partecipava al gruppo dell'Alleanza Progressista dei Socialisti e dei Democratici (S&D). Tra gli incarichi parlamentari rivestiti, fu membro della Commissione per il controllo dei bilanci e della Commissione per la cultura e l'istruzione, nonché vicepresidente della Delegazione per le relazioni con i paesi della Comunità andina (2011-2014).
Avvicinatosi a Victor Ponta dopo averne sostenuto l'elezione a leader del PSD nel 2010, nel 2012 Ivan fu indicato come portavoce nazionale del partito per la campagna sul referendum del 2012 per la destituzione del presidente della repubblica Traian Băsescu. In seguito alla sconfitta del PSD sul referendum, con la permanenza in carica di Băsescu, Ivan si scontrò a Bruxelles con il commissario europeo per la giustizia Viviane Reding, ritenuta colpevole di aver apertamente parteggiato per il presidente rumeno e di aver influenzato il risultato del voto. Nello stesso anno lasciò la filiale del PSD di Iași e si iscrisse alla sezione del partito del Settore 1 di Bucarest, della quale fu nominato presidente nel marzo 2013.
Nel 2013 Ivan si espresse pubblicamente contro la campagna portata avanti da parte della stampa britannica, che chiedeva al proprio governo di imporre limitazioni all'accesso nel mercato del lavoro per i cittadini di Romania e Bulgaria nel Regno Unito.
Rieletto nuovamente in occasione delle elezioni europee del 25 maggio 2014, fu indicato come membro della Commissione per i problemi economici e monetari e di quella per il controllo dei bilanci, della quale divenne vicepresidente il 23 gennaio 2017.

### Conflitto con la presidenza del PSD
Alle elezioni presidenziali dell'autunno 2014 il candidato del PSD Victor Ponta fu sconfitto da quello del Partito Nazionale Liberale, Klaus Iohannis, evento che aprì una crisi interna e contribuì a far crescere la tensione nel partito. Ivan imputò parte delle responsabilità a Liviu Dragnea, all'epoca presidente esecutivo e coordinatore della campagna presidenziale di Ponta. Allo stesso modo Ivan si oppose alla scelta di espellere alcuni membri dell'opposizione interna come Mircea Geoană e Marian Vanghelie, chiedendo, invece, la celebrazione di un congresso straordinario per l'analisi della sconfitta. Tali posizioni, però, attrassero le diffidenze della dirigenza.
In quel momento Ivan iniziò una lotta con i vertici del PSD, criticati anche per via delle indagini giudiziarie nei loro confronti (sia Ponta che Dragnea erano indagati in inchieste coordinate dalla Direzione nazionale anticorruzione). Nel marzo 2015 la filiale del PSD del Settore 1 della capitale deliberò la sua sospensione da membro per un periodo di 12 mesi. Simultaneamente Ivan annunciò di non essere più iscritto alla sezione di Bucarest, bensì a quella della cittadina di Dobrovăț (Iași), malgrado il suo trasferimento non fosse stato approvato dall'ufficio esecutivo del distretto di Iași, presidenziato da Gheorghe Nichita. Nel maggio 2015 il presidente del PSD del Settore 1 Marian Tudorache rese nota la decisione della sua organizzazione di espellere Ivan dal partito, mentre questi rispose che l'atto non aveva validità e che il suo allontanamento rispecchiava il desiderio della dirigenza nazionale di liberarsi della sua concorrenza in vista di un eventuale congresso. Nell'ottobre 2015 Liviu Dragnea sostituì Ponta alla guida del PSD, mentre nel 2016 il PSD vinse le elezioni generali.
Nel febbraio 2017 Ivan criticò aspramente il governo Grindeanu e Dragnea, che si trovavano al centro di imponenti manifestazioni di piazza scatenate dall'introduzione di alcune controverse modifiche al codice penale. Tale fatto spinse la dirigenza nazionale a discutere nuovamente la posizione di Ivan che, malgrado espulso, continuava ad agire in qualità di membro del PSD.
Ivan affermò di non ritenersi più iscritto al partito solamente dopo il congresso del PSD del marzo 2018, che riconfermò la leadership di Dragnea. Ivan lanciò nuovi attacchi al capo del partito, accusandolo di aver distrutto il PSD e la sua ideologia socialdemocratica e di controllare direttamente e con fini personalistici ogni azione del governo e del parlamento, mettendo a rischio la permanenza del paese nell'Unione europea e nella NATO. La deriva conservatrice del PSD di Dragnea recriminata da Ivan e da altri suoi detrattori fu avvalorata nel luglio 2018, quando al parlamento europeo il PSD fu l'unico partito di S&D a votare contro la procedura d'infrazione alla Polonia per gli attacchi allo stato di diritto portati avanti dal governo di Varsavia. I soli europarlamentari rumeni di S&D a votare a favore furono Ivan e Daciana Sârbu.
Il 10 agosto 2018 una manifestazione antigovernativa che ebbe luogo a Bucarest fu repressa dall'intervento delle forze dell'ordine. L'evento provocò le preoccupazioni dell'opposizione, mentre Ivan arrivò persino a chiedere ufficialmente ai colleghi di S&D di espellere il PSD dal gruppo parlamentare europeo, poiché secondo lui non si trattava più una formazione socialdemocratica, ma di una «mostruosità politica» costruita esclusivamente per sostenere Liviu Dragnea, che non aveva alcun rispetto per lo stato di diritto e per la giustizia. Nel mese di settembre presentò la richiesta ufficiale al gruppo parlamentare, affermando di essere pronto alle dimissioni nel caso in cui non fosse stata accolta. La mancanza di una presa di posizione netta da parte del gruppo europeo, tuttavia, il 28 settembre lo spinse ad abbandonare S&D e completare il mandato nel gruppo dei Non iscritti.

### Prodemo e Alternativa per la Dignità Nazionale
Dopo aver lasciato S&D, nell'ottobre 2018 Ivan costituì l'associazione Alternativa per la Dignità Nazionale (Alternativa pentru Demnitate Națională), sulla quale avrebbe contato per una sua ricandidatura al parlamento europeo nel 2019. Il gruppo, tuttavia, non fu mai registrato come partito politico, mentre Ivan nel marzo 2019 riattivò il partito Prodemo (P.PRO), originariamente fondato nel 2011 da alcuni sostenitori di Mircea Geoană e non operativo dal 2014. Ivan tenne a precisare che il suo nuovo Prodemo non aveva, però, legami con il precedente.
Il 29 marzo 2019 il partito presentò all'Ufficio elettorale centrale (BEC) le 200.000 firme necessarie per l'iscrizione alla corsa elettorale per le europee, mentre Ivan specificò gli obiettivi del nuovo gruppo politico. Secondo il suo rifondatore Prodemo si proponeva di riscattare l'identità nazionale rumena, di sostenere la famiglia intesa come nucleo composto da uomo e donna, di valorizzare la tradizione cristiana dell'Europa e di lottare contro la corruzione in favore di una giustizia corretta e non politicizzata.
Il risultato del voto europeo per il partito costruito intorno ad Ivan, però, fu insufficiente a garantirgli la rielezione (rimase sotto l'1%). Subito dopo la tornata elettorale Liviu Dragnea fu arrestato per un caso di corruzione, mentre il nuovo presidente del partito, il premier Viorica Dăncilă, invitò Ivan a fare ritorno nel PSD. Nonostante l'appello, questi affermò che non si sarebbe nuovamente legato ai socialdemocratici, poiché dopo anni di conduzione da parte di Dragnea il partito era stato completamente destrutturato e tutte le posizioni chiave erano state assegnate a uomini a lui fedeli, elemento che aveva profondamente modificato la faccia del PSD e aveva causato l'addio di numerosi membri competenti.
Il 17 settembre 2019 annunciò che avrebbe presentato la propria candidatura alle elezioni presidenziali in Romania del 2019 con il sostegno dell'Alternativa per la Dignità Nazionale. Pur ammettendone l'iscrizione, il 24 settembre l'Ufficio elettorale centrale lo denunciò alla procura dell'Alta corte di cassazione e giustizia insieme ad altri sette candidati, precisando che un numero significativo di firme consegnate all'autorità presentava similitudini evidenti, avanzando l'ipotesi di un massiccio ricorso alla falsificazione delle sottoscrizioni. Al voto del 10 novembre ottenne poco più di 30.000 voti, pari allo 0,36% delle preferenze.

## Vita privata
È sposato e padre di tre gemelle, nate nel 2012.